# FIA GT3-EM
FIA GT3 European Championship (FIA GT3-EM) är ett europeiskt mästerskap för GT-bilar.

## Format
Mästerskapet grundades som ett komplement till FIA GT, avsett för amatörförare och privatteam. Tävlingarna körs oftast som supportklass till FIA GT och dess efterträdare FIA GT1-VM. 

## Säsonger
| År   | Mästare                             | Team                       |
| ---- | ----------------------------------- | -------------------------- |
| 2006 | Sean Edwards                        | Tech 9 Motorsport          |
| 2007 | Gilles Vannelet Henri Moser         | Martini Callaway Racing    |
| 2008 | Arnaud Peyroles James Ruffier       | Matech GT Racing           |
| 2009 | Christopher Haase Christopher Mies  | Hexis Racing AMR           |
| 2010 | Daniel Keilwitz Christian Hohenadel | Prospeed Competition       |
| 2011 | Francesco Castellacci Federico Leo  | Heico Motorsport           |
| 2012 | Dominik Baumann Maximilian Buhk     | Heico Gravity-Charouz Team |